# Allemands
Pour les articles homonymes, voir Allemand (homonymie).
Les Allemands (en allemand : Deutsche) peuvent être définis de deux manières :
- en droit international, selon la constitution allemande et selon le droit du sol, ce sont les citoyens de l’Allemagne quelles que soient leurs origines, langues maternelles et croyances, et eux seuls : les Allemands ainsi définis par leur citoyenneté ont, au cours de l’histoire allemande, des relations variables avec la culture allemande, selon l’influence de sous-cultures et de la société en général ;
- en droit international coutumier, selon les définitions ethnologiques de l’identité culturelle et selon le droit du sang, c’est un groupe ethnique d’ascendance allemande (Volksdeutsche) partageant, où qu’il vive et quelle que soit la citoyenneté de ses membres, la même culture allemande, avec l’allemand comme langue maternelle : cela inclut les germanophones d'Alsace et d'une partie de la Lorraine, ceux du Luxembourg, la minorité allemande d'Eupen-Malmedy en Belgique, les Suisses alémaniques, les Liechtensteinois, les Autrichiens de souche, les Allemands de Pologne (notamment de Posnanie et de « Prusse-Occidentale »), d'Italie (Haut-Adige) ou de Roumanie.

Sur environ 100 millions de locuteurs maternels de l’allemand dans le monde, 75 millions se considèrent comme Allemands. Il y a 70 millions de personnes d’ascendance allemande (surtout aux États-Unis, au Brésil, en Argentine, au Chili, au Kazakhstan et au Canada) qui ne sont plus de langue maternelle allemande mais se considèrent toujours comme Allemands. Le nombre total d’Allemands à travers le monde se situe entre 75 et 160 millions, en fonction du critère retenu (langue maternelle, ascendance allemande totale ou partielle). Aux États-Unis, 15,2 % des citoyens sont considérés comme des Américains d'origine allemande selon le recensement américain de 2000, ce qui en fait le second groupe ethnique d'origine européenne derrière les Britanniques.

## Ethnonymie
Le terme latin Germani désigne l'ensemble des peuples germaniques.
Le terme allemand Deutsche est issu de l'ancien haut allemand diutisc (germanique theud > vieux haut allemand diot « peuple » + suffixe d'adjectif -isk, devenu -isch en allemand moderne), se référant originellement à la « langue du peuple », c'est-à-dire le germanique. Le français « tudesque » est une forme évoluée du néo-latin theodiscus, de même racine germanique.
Utilisé comme un substantif, diutscher au sens d'« allemand » émerge en moyen haut-allemand et est attesté dès la seconde moitié du XIIe siècle.
Les Alamans sont un peuple germanique et suève de la vallée de l'Elbe, puis du Main, en Germanie de l'Antiquité. Le mot est passé en moyen-anglais (almains) au début du XIVe siècle, mais devenu obsolète dès le XVIIIe siècle.
Les Némètes sont d'abord un peuple celto-germanique de la vallée du Rhin, en Germanie de l'Antiquité. Dans les langues slaves, les Allemands ont reçu le nom de němьci (němьcь singulier), à l'origine avec un sens « étranger, celui qui ne parle pas [slave] ».

### Sens du terme
Avant l'unification allemande de 1871, il n'existe pas de pays portant officiellement le nom d'« Allemagne », ; sont donc considérés comme « Allemands » avant cette date tous les peuples dont la langue allemande est la langue maternelle, quelle que soit leur origine ou la domination sous laquelle ils vivent.
À titre d'exemple, une grande partie de l'Allemagne de 1812, telle que la Saxe, le Brandebourg, la Poméranie et le Mecklembourg, sont à cette époque habités par des peuples qui ont été originairement slaves ; mais qui, par la suite des siècles, ont perdu leur caractère d'origine et se sont en quelque sorte fondus dans la nation allemande.
Particularités locales
L'appellation de « Suisses allemands » est toujours utilisée au XXIe siècle pour désigner les Suisses alémaniques,, des personnes qui ne sont pas de nationalité allemande mais suisse.
Quant à l'appellation française historique de « Lorrains allemands », qui était encore employée dans les années 1850, et 1860 pour désigner les plattophones de Lorraine, elle a disparu au XXe siècle.

## Répartition géographique
Les personnes d'origine allemande se trouvent dans différents endroits autour du globe.
La diaspora allemande compte aux États-Unis environ 50 millions de Germano-Américains, soit un tiers de la diaspora allemande totale.
Au Brésil, plus de 5 millions de personnes revendiquent une ascendance allemande. Le chiffre monte à plus de 15 000 000, pour estimer les descendants d'Allemands, mais qui ne se déclarent pas en tant que tels . En fait, avec les unions inter-ethniques, et le brassage des populations, il est très difficile de faire des estimations, ce qui s'observe dans les autres pays Américains ou l'immigration des Allemands fut jadis importante.    
D'autres centres importants sont le Canada (Germano-Canadiens), l'Argentine (Germano-Argentins), l'Afrique du Sud et la France représentant chacun au moins 1 million.
Il y a aussi les Saxons de Transylvanie et les Germano-Baltes.
Le nombre exact de personnes d'ascendance allemande est difficile à calculer. Selon les données disponibles, on peut l'estimer à 100 millions de personnes.

## Langue
La langue maternelle des Allemands est l'allemand, classifiée comme langue germanique occidentale qui fut une lingua franca dans le Saint-Empire romain germanique. Parlée par environ 100 millions de locuteurs natifs, l'allemand est l'une des principales langues du monde et la langue officielle la plus parlée dans l'Union européenne. Elle a été remplacée comme langue dominante de lauréats du prix Nobel liées à la science au cours de la seconde moitié du XXe siècle.